# Pseudocentrum
Pseudocentrum é um género botânico pertencente à família das orquídeas (Orchidaceae).

## Espécies
1. Pseudocentrum bursarium Rchb.f., Linnaea 41: 53 (1876).
2. Pseudocentrum guadalupense Cogn. in I.Urban, Symb. Antill. 6: 352 (1909).
3. Pseudocentrum hoffmannii (Rchb.f.) Rchb.f., Linnaea 41: 53 (1876).
4. Pseudocentrum macrostachyum Lindl., J. Proc. Linn. Soc., Bot. 3: 64 (1859).
5. Pseudocentrum minus Benth., Hooker's Icon. Pl. 14: t. 1382 (1883).
6. Pseudocentrum purdii Garay, Bot. Mus. Leafl. 26: 4 (1978).
7. Pseudocentrum sylvicolum Rchb.f., Flora 69: 548 (1886).